# Trung Âu
Trung Âu là khu vực nằm giữa Tây Âu, Đông Âu, Bắc Âu, Nam Âu, và Đông Nam Âu bao gồm các nước:
- Áo
- Cộng hòa Séc
- Đức
- Hungary
- Liechtenstein
- Ba Lan
- Slovakia
- Slovenia
- Thụy Sĩ

Trong Chiến tranh Lạnh, cuộc chiến phân chia châu Âu thành 2 vùng chính trị khác nhau: Đông Âu và Tây Âu. Trung Âu bị chia làm hai phần.
Trung Âu nằm trong kiểu khí hậu ôn đới lục địa. Sông ngòi đóng băng vào mùa đông